# Chanville
Chanville är en kommun i departementet Moselle i regionen Grand Est (tidigare regionen Lorraine) i nordöstra Frankrike. Kommunen ligger i kantonen Pange som tillhör arrondissementet Metz-Campagne. År 2022 hade Chanville 149 invånare.

## Befolkningsutveckling
Antalet invånare i kommunen Chanville
| Referens: INSEE |